# Абрахам Черобен
Абрахам Најбеј Черобен (енгл. Abraham Naibei Cheroben; Кенија, 11. октобар 1992) је кенијски атлетичар, чија су специјалност дуге стазе и уличне трке. Од 2016. такмичи се за Бахреин.
Освојио је неколико главних уличних трка, укључујући два пута трку на 25 км у Берлину. Учествовао је и на Олимпијским играма 2016. у Рију, на 10.000 м где је заузео 10. место, са личним рекордом 27:31,86, који је поправио на Светском првенству у Лондону 27:11,08, што је и национални рекорд Бахреина. У фебруару 2017, био је међу првих десет полумаратонаца на свету.

## Лични рекорди
- 10.000 м — 27:11,08 — Лондон 4. август 2017. НР
- 10 км — 27:35 — Утрехт 27. септембар 2015.
- 15 км — 21:55 — Валенсија 10. октобар 2014.
- 20 км — 55:50 — Валенсија 10. октобар 2014.
- полумаратон — 58:48 — Валенсија 10. октобар 2014.
- 25 км — 1,11:47 — Берлин 4. мај 2014.